# Lars de Jounge
Lars A G de Jounge, född 22 oktober 1927 i Stockholm, död 21 mars 2022 i Santa Maria, Kalifornien, USA, var en svensk direktör.

## Biografi
de Jounge var son till direktören Arendt de Jounge (1900–1982) och Inga Åstrand. Han hade fem syskon varav ett var direktören Jan de Jounge (1929–2008). de Jounge utbildade sig till bergsingenjör på Kungliga Tekniska högskolan (KTH) och tog examen 1953. Han var anställd vid LKAB i Kiruna 1953–1957 och var teknisk representant för Sandvikens Jernverks AB i USA 1957–1960. de Jounge var därefter VD för Sandvik Asia Ltd i Poona, Indien 1960–1966, Sandvikstahl GmbH i Düsseldorf 1966–1970, Sandvik Pacific Inc i Los Angeles 1970–1973 och Enviroscope Corp i Costa Mesa, Kalifornien 1974–1989.
de Jounge flyttade på 1970-talet till Corona del Mar, i Kalifornien och flyttade till Carmel Valley Village, Kalifornien 1994. Han bodde senare i Vero Beach, Florida och i Le Nid de Merle, Frankrike.